# Jamie Lawrence (calciatore 1970)
James Hubert Lawrence (Londra, 8 marzo 1970) è un ex calciatore giamaicano, di ruolo centrocampista.

## Caratteristiche tecniche
Era un centrocampista centrale.

## Carriera

### Club
Ha giocato nella prima divisione inglese.

### Nazionale
Ha debuttato in nazionale il 2 luglio 2000, nell'amichevole Giamaica-Cuba (1-1). Ha messo a segno la sua prima rete con la maglia della Nazionale il 7 ottobre 2001, in Stati Uniti-Giamaica (2-1), in cui ha siglato la rete del momentaneo 1-1 al minuto 13. Ha partecipato, con la nazionale, alla CONCACAF Gold Cup 2003. Ha collezionato in totale, con la maglia della nazionale, 24 presenze e una rete.

## Palmarès

### Club

#### Competizioni nazionali
- Coppa di Lega inglese: 1

Leicester City: 1996-1997